# Presidente del comitato militare NATO
Il presidente del comitato militare della NATO (NATO Military Committee) è il responsabile delle attività delle strutture militari della NATO.
Dal 17 gennaio 2025 l'incarico è ricoperto dall'ammiraglio Giuseppe Cavo Dragone.

## Funzioni
Presiede il comitato militare, dirige le operazioni militari della NATO e coordina i due comandi strategici: 
- Comando alleato delle operazioni (Allied Command Operations, ACO), responsabile della condotta delle operazioni NATO a livello mondiale;
- Comando alleato della trasformazione (Allied Command Transformation, ACT), responsabile della redazione delle strategie future e dell'elaborazione della dottrina operativa, logistica ed addestrativa NATO.

In sua assenza è sostituito dal vicepresidente. È un ufficiale generale scelto all'interno delle forze armate dei Paesi membri della NATO.

## Il Military Committee
Il comitato militare dell'Organizzazione del Trattato del Nord Atlantico è l'organo della NATO composto dai capi di stato maggiore della difesa (CHOD) degli Stati membri. Questi CHOD nazionali sono regolarmente rappresentati nel comitato dai loro rappresentanti militari permanenti (MilRep), che spesso sono ufficiali generali a due o tre stelle. Come il Consiglio del Nord Atlantico, di tanto in tanto anche il comitato militare si riunisce a un livello superiore, vale a dire a livello di capi di stato maggiore della difesa, cioè l'ufficiale militare più anziano delle forze armate di ciascuna nazione.

## Cronotassi dei comandanti
1. Generale Omar N. Bradley: 1949-1951
2. Ten. Generale Etienne Baele: 1951-1952
3. Ten. Generale Charles Foulkes: 1952-1953
4. Ammiraglio E.J.C. Quistgaard: 1953-1954
5. Generale Augustin Guillaume: 1954-1955
6. Ten. Generale Stylianos Pallis: 1955-1956
7. Generale Giuseppe Mancinelli: 1956-1957
8. Generale B.R.P.F. Hasselman: 1957-1958
9. Ten. Generale Bjarne Øen: 1958-1959
10. Generale José António da Rocha Beleza Ferraz: 1959-1960
11. Generale Rustu Erdelhun: 1960
12. Ammiraglio Louis Mountbatten di Burma: 1960-1961
13. Generale Lyman L. Lemnitzer: 1961-1962
14. Ten. Generale Charles P. de Cumont: 1962-1963
15. Generale Adolf Heusinger: 1963-1964
16. Ten. Generale Charles P. de Cumont: 1964-1968
17. Ammiraglio Sir Nigel Henderson: 1968-1971
18. Generale Johannes Steinhoff: 1971-1974
19. Ammiraglio Sir Peter Hill-Norton: 1974-1977
20. General Herman F. Zeiner-Gundersen: 1977-1980
21. Ammiraglio Robert H. Falls: 1980-1983
22. Generale Cornelis De Jager: 1983-1986
23. Generale Wolfgang Altenburg: 1986-1989
24. Generale Vigleik Eide: 1989-1993
25. Feldmaresciallo Sir Richard Vincent: 1993-1996
26. Generale Klaus Naumann: 1996-1999
27. Ammiraglio Guido Venturoni: 1999-2002
28. Generale Harald Kujat: 2002-2005
29. Generale Raymond Henault: 2005-2008
30. Ammiraglio Giampaolo Di Paola: 2008-2011
31. Generale Knud Bartels: 2011-2015[2]
32. Generale Petr Pavel: 2015-2018
33. Maresciallo capo dell'aria Sir Stuart Peach: 2018-2021
34. Ammiraglio Robert Peter Bauer: 2021-2025
35. Ammiraglio Giuseppe Cavo Dragone: 2025-in carica